# Ferruh Bozbeyli
Ahmet Ferruh Bozbeyli né le 21 janvier 1927 à Pazarcık, Kahramanmaraş et mort le 28 juillet 2019 à Ankara est un homme politique turc.
Diplômé de la faculté de droit d'Université d'Istanbul. Après le Coup d'État de 1960, il est avocat d'Osman Turan ancien député de DP, il est membre de la Parti de la justice (1961-1970), vice-président de l'Assemblée nationale et entre 1965-1970, président de l'Assemblée nationale, il quitte le parti de la justice en 1970, la même année il fonde le parti démocratique et devient le président de ce parti jusqu'en 1978. Il est député d'Istanbul (1961-1977) Il est élu membre du conseil d'administration de Türkiye İş Bankası en 1978 et président de cette banque entre 1990-1992.